# Sablin (Kursk)
Sablin (russisch Саблин) ist ein Weiler (chutor) in der Oblast Kursk in Russland. Er gehört zum Rajon Kursk und zur Landgemeinde (selskoje posselenije) Schtschetinski selsowjet.

## Geographie
Der Ort liegt an der nordöstlichen Grenze vom Oblastverwaltungszentrums Kursk im südwestlichen Teil der Mittelrussischen Platte und an der südöstlichen Grenze vom Sitz des Dorfsowjet – Schtschetinka, 98 km vor Grenze zwischen Russland und der Ukraine.

### Klima
Das Klima im Ort ist wie im Rest des Rajons kalt und gemäßigt. Es gibt während des Jahres eine erhebliche Niederschlagsmenge. Dfb lautet die Klassifikation des Klimas nach Köppen und Geiger.

## Bevölkerungsentwicklung
| Jahr | Einwohner |
| ---- | --------- |
| 2002 | 57        |
| 2010 | ▲77       |

Anmerkung: Volkszählungsdaten

## Verkehr
Sablin liegt 6 km vor Fernstraße föderaler Bedeutung R-298 (Kursk – Woronesch – R22 Kaspi; ein Teil der Europastraße E38), 1 km vor Straße regionaler Bedeutung 38K-018 (Kursk – Ponyri) und 0,2 km von der nächsten Eisenbahnhaltestelle 4 km (Eisenbahnstrecke Kursk – 146 km) entfernt.
Der Ort liegt 127 km vom internationalen Flughafen von Belgorod entfernt.